# Chiusole
Chiusole is een plaats (frazione) in de Italiaanse gemeente Pomarolo.